# Lisandra Tena
Lisandra Tena (Albuquerque, 29 de março de 1987) é uma atriz norte-americana, mais conhecida por seu papel como Lola Guerrero na série dramática de terror da AMC, Fear the Walking Dead.

## Carreira
Em 2017, ela se juntou ao elenco de Fear the Walking Dead no papel regular na série como Lola Guerrero.

## Filmografia

### Filmes
| Ano  | Título                                      | Papel             | Notas      |
| ---- | ------------------------------------------- | ----------------- | ---------- |
| 2007 | La Trinchera Luminosa del President Gonzalo | —                 |            |
| 2008 | Spinners                                    | Leticia           | Short film |
| 2011 | The Cutback                                 | Knifefighter      | Short film |
| 2014 | Una mujer sin precio 1961                   | Maribella         | Short film |
| 2014 | Everything Will Be All Right                | Rebecca           | Short film |
| 2014 | Rain, Rain                                  | Mulher            | Short film |
| 2017 | Cowboy Drifter                              | Policial Gonzales |            |
| 2018 | Graybeard                                   | Valerie           |            |

### Televisão
| Ano  | Título                | Papel           | Notas                                       |
| ---- | --------------------- | --------------- | ------------------------------------------- |
| 2014 | Chicago P.D.          | Lina Ochoa      | 2 episódios                                 |
| 2017 | Fear the Walking Dead | Lola Guerrero   | Papel principal: 5 episódios (3ª temporada) |
| 2017 | Talking Dead          | Ela mesma       | Episódio discutido: "La Serpiente"          |
| 2017 | NCIS: Los Angeles     | Gina Fuentes    | 1 episódio                                  |
| 2018 | Code Black            | Hilda Sallander | 1 episódio                                  |
| 2018 | The Good Place        | Oficial Ramirez | 1 episódio                                  |
| 2019 | Good Trouble          | Teresa          | 4 episódios                                 |